# Vals (Film)
Vals – Der Film ist ein österreichischer Film. Es ist der erste Spielfilm der Dokumentarfilmerin Anita Lackenberger, die auch das Drehbuch schrieb. Die Hauptrolle spielte Gerti Drassl.

## Handlung
Rosa, eine junge selbstbewusste Frau, will ihr Leben zum Ende des Zweiten Weltkrieges im Tiroler Dorf Vals führen und gestalten. Ihr zum Krieg und Regime kritisch eingestellter Verlobter Hans wird verraten und zur Wehrmacht eingezogen. Peter, ein Nationalsozialist, ist in Rosa verliebt, hat Hans verraten, und darf im Ort bleiben. Bernadette, die Schwester von Rosa, ist in Peter verliebt, und sieht Rosa als Rivalin.

## Hintergrund
Der Film mit fiktiven Charakterfiguren und einem realistischen Blick auf die damalige Zeit wurde an exponierten Stellen in Vals gedreht. Die Handlung wird von der Saligen Frau im Hintertuxer Gletscher begleitet, welche die Ereignisse beobachtet und verändert.
Vals wurde zwischen Mai 2013 und April 2014 gedreht und kam am 14. November 2014 in die österreichischen Kinos. Die deutsche Erstaufführung war am 25. Oktober 2017 in 3sat. Produziert wurde Vals von Produktion West in Zusammenarbeit mit dem ORF.

## Rezeption

### Kritik
Der Film mache laut Cinema „die faszinierende Berglandschaft zur Kulisse für ein raues Emanzipationsdrama“. Er sei „[p]ackend, urtümlich und authentisch“. Als packend und mit glaubwürdigen Figuren beurteilt auch das Lexikon des internationalen Films den Film. Allerdings empfindet es „die überstrapazierte Musik und die forcierte Naturmystik“ als störend. Auch Gunther Baumann sieht ein realistisches Bergdrama, findet aber „[d]ie Mixtur aus Realismus, hohlem Gefühlsüberschwang und Geisterwelt tut dem Film auf Dauer nicht gut“. Da sich die Zutaten nicht so recht vermischen, werde der Film holprig und schließlich langweilig. Möglicherweise sei er aber für Menschen aus den Bergen geeignet.

### Auszeichnungen
Für ihre Darstellung in Vals wurde Gerti Drassl für den Österreichischen Filmpreis 2016 als beste weibliche Darstellerin nominiert.